# D 030 (Türkei)
Die Straße D 030 (Devlet yolu 030) ist eine 458 km lange Straße in der Türkei. Sie verbindet die Straßen D 750 und D 100 und verläuft im gebirgigen Hinterland im Wesentlichen parallel zur Küste des Schwarzen Meers. Sie passiert 18 meist kürzere Tunnel.

## Verlauf
Die Straße zweigt bei Gökçebey von der von Zonguldak am Schwarzen Meer kommenden Nord-Süd-Achse D 750 nach Osten ab und führt über Yenice (Karabük) in die Provinzhauptstadt Karabük und gemeinsam mit der Straße D 755 in das 8 km entfernte Safranbolu (UNESCO-Welterbe). Von dort verläuft sie nach Osten über Araç in die Provinzhauptstadt Kastamonu, wo die Straße D 765 gekreuzt wird. Die Straße setzt sich, weitgehend dem Fluss Gökırmak folgend, über Taşköprü und Boyabat (Kreuzung mit der Straße D 785) fort. Von hier führt sie, weiter am Gökırmak entlang, nach Durağan. Dort wendet sie sich nach Süden, quert den durch den Stausee Altınkaya Barajı aufgestauten Fluss Kızılırmak (den antiken Halys), biegt nach Südosten ab und erreicht über Vezirköprü die Stadt Havza. Hier trifft sie auf die Straße D 795 (Europastraße 95) und führt mit dieser über 17 km nach Osten, bis sie sich wieder von der D 795 trennt. Sie verläuft zunächst nach Süden nach Ladik und von dort nach Südosten, bis sie auf die West-Ost-Achse der D 100 trifft und 4 km westlich von Taşova an dieser endet.